# يوم مات الصمت (فلم 1998)
يوم مات الصمت (بالإسبانية: El día que murió el silencio) هو فيلم دراما-كوميدي بوليفي صدر عام 1998 من بطولة داريو جراندينيتي وغوستافو أنجاريتا وإلياس سيرانو ونورما ميرلو، ومن إخراج وتأليف باولو أغازي.

## قصة الفيلم
يصل رجل الأعمال «أبيلاردو ريوس كلاريوس» إلى بلدة «فيلاسيرينا» الصغيرة الهادئة. ويقوم بوضع مكبرات صوت في جميع أنحاء القرية، ويبدأ ببث «راديو نوبليزا». مقابل مبلغ صغير من المال، يمكن لسكان البلدة الآن شراء الفرصة للتعبير علناً عما لا يمكنهم قوله من قبل. وسرعان ما تم إحياء الخلافات القديمة ولم تعد الأسرار أسرارأً.

## طاقم التمثيل
| - داريو جراندينيتي بدور أبيلاردو - غوستافو أنجاريتا بدور أوسكار - إلياس سيرانو بدور روبرتو - نورما ميرلو بدور أميليا - خورخي أورتيز سانشيز بدور بيدرو إيسيدورو |  |  |  | - غييرمو جراندا بدور خوسيه - ماريا لورا غارسيا بدور سيليست - بلانكا موريسون بدور سيلينا - إدغار فارغاس بدور جوميرسيندو - ديفيد مونداكا بدور غاستون |

## الجوائز والترشيحات
| قائمة الجوائز والترشيحات         | قائمة الجوائز والترشيحات  | قائمة الجوائز والترشيحات              | قائمة الجوائز والترشيحات | قائمة الجوائز والترشيحات | قائمة الجوائز والترشيحات |
| المهرجان                         | تاريخ الحفل               | الفئة                                 | المترشح                  | النتيحة                  | مراجع                    |
| -------------------------------- | ------------------------- | ------------------------------------- | ------------------------ | ------------------------ | ------------------------ |
| مهرجان طوكيو السينمائي الدولي    | 31 أكتوبر - 8 نوفمبر 1998 | جائزة طوكيو غراند بركس                | يوم مات الصمت            | رُشِّح                      | [ 2 ]                    |
| مهرجان كارتاهينا السينمائي       | 15 - 22 مارس 1999         | أفضل ممثل - جولدن إنديا كاتالينا      | داريو جراندينيتي         | فوز                      | [ 2 ]                    |
| مهرجان فيسترويا السينمائي الدولي | 3 - 12 يونيو 1999         | جائزة نقاد السينما الدولية "FIPRESCI" | يوم مات الصمت            | فوز                      | [ 2 ]                    |
| مهرجان جرامودا السينمائي         | 9 - 14 أغسطس 1999         | أفضل فيلم - جائزة الكيكيتو الذهبي     | يوم مات الصمت            | رُشِّح                      | [ 2 ]                    |

## روابط خارجية
- مقالات تستعمل روابط فنية بلا صلة مع ويكي بيانات